# Großkelchiger Weißdorn

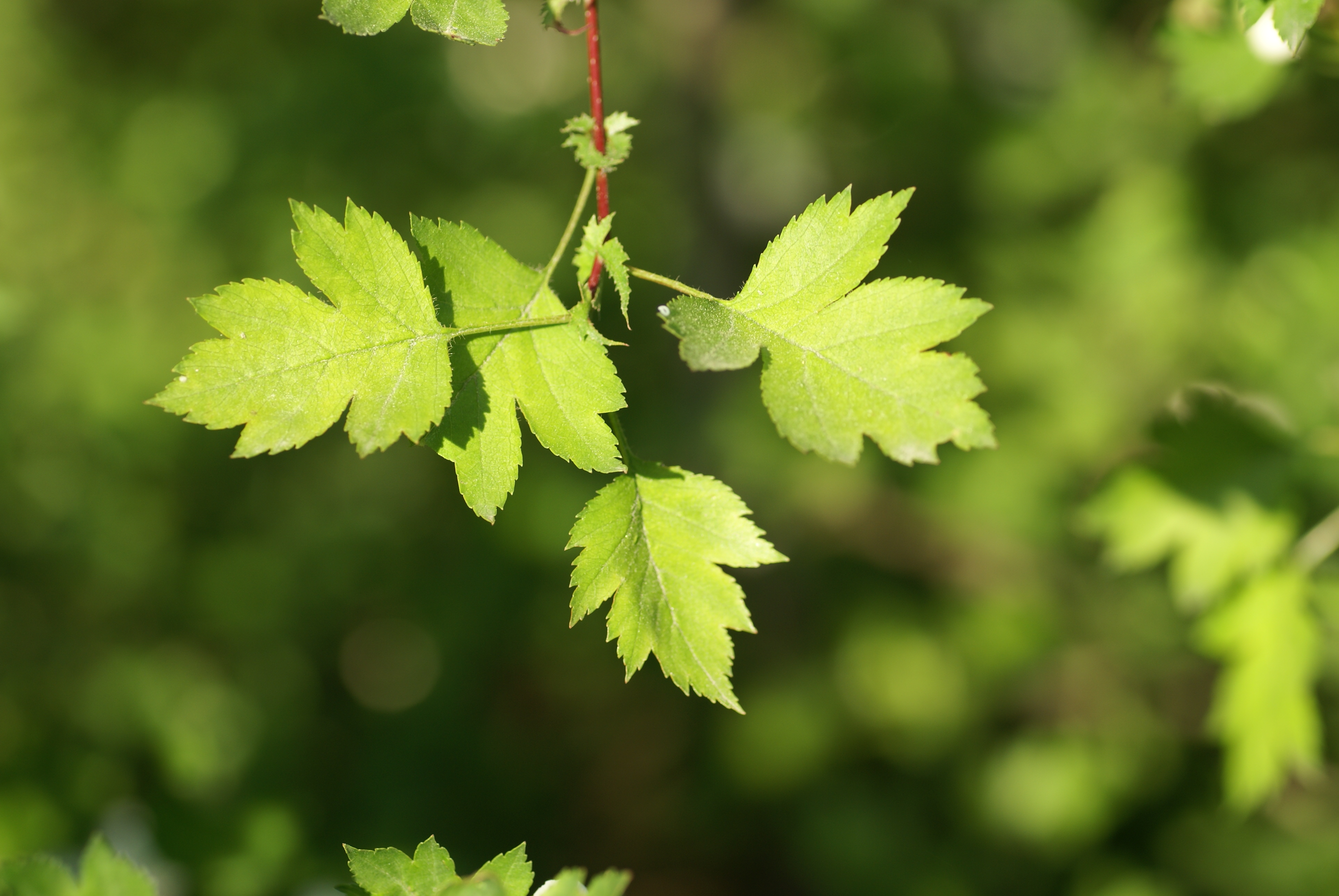
Blätter des Langkelchigen Weißdorns

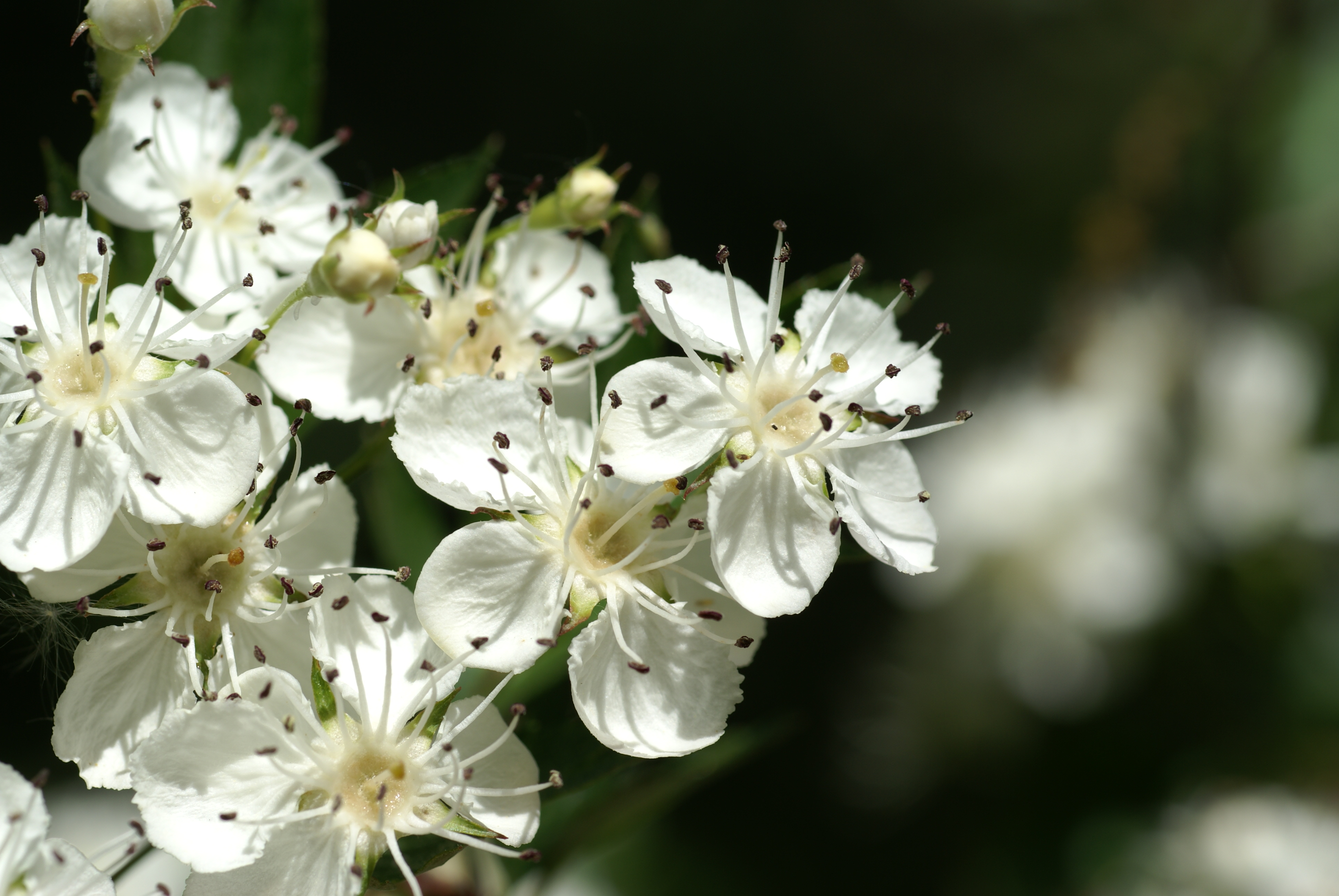
Blüten des Langkelchigen Weißdorns

Der Großkelchige Weißdorn (Crataegus rhipidophylla), auch Langkelchiger Weißdorn genannt, ist eine Pflanzen-Art der Kernobstgewächse (Pyrinae) innerhalb der Familie der Rosengewächse (Rosaceae). Er ist eine von sechs in Mitteleuropa vorkommenden Weißdorn-Arten.

## Beschreibung
Der Großkelchige Weißdorn wächst als großer Strauch oder kleiner Baum und erreicht Wuchshöhen bis zu neun Metern. Die Zweige sind mit Sprossdornen bewehrt. Seine 3 bis 5 Zentimeter langen Blätter sind gebuchtet. Alle Blattlappen sind fein gesägt, manchmal auch nur der Abschnitt vom Blattstiel bis zur Spitze des ersten Blattlappens. Die Nebenblätter blühender Triebe sind mit zahlreichen Zähnen und Drüsenköpfchen versehen.
Er blüht im Juni mit weißen, auffällig riechenden Blüten. Der Langkelchige Weißdorn hat stets schmale, lanzettliche bis linealische Kelchblätter. Diese bleiben an der Frucht bis zur Reife erhalten, sie sind dann zurückgeschlagen (Unterart rhipidophylla) bis aufgerichtet (Unterart lindmanii). Die Blüten enthalten stets nur einen Griffel, Ausnahmen mit zwei Griffeln treten selten bei Zentralblüten eines Blütenstands auf. Die Apfelfrüchtchen reifen im August und September und bleiben oft bis in den Frühling hinein am Baum. Sie sind rot, 0,9 – 1,5 Zentimeter lang, enthalten stets nur einen Kern und schmecken säuerlich-süß; das Fruchtfleisch ist gelb und mehlig. Die Form der Frucht ist rundlich bis eiförmig bei der Unterart rhipidophylla und mehr walzenförmig bei der Unterart lindmanii.
Die Chromosomenzahl beträgt {\displaystyle 2\ \mathrm {n} =68}.

## Vorkommen
Das Verbreitungsgebiet des Großkelchigen Weißdorns sind hauptsächlich die Tieflagen und Mittelgebirge des gemäßigt-kontinentalen Europas. Er ist sowohl in Hecken außerhalb des Waldes, am Waldrand sowie an lichten Stellen innerhalb von Laubwäldern zu finden; er ist die schattenverträglichste der in Mitteleuropa vorkommenden Weißdorn-Arten. In Auwäldern fehlt dieser Weißdorn. Er ist eine Charakter-Art der Assoziation Galio-Carpinetum, ebenso kommt er im Stellario-Carpinetum und Carici-Fagetum sowie in Prunetalia-Gesellschaften vor.

## Systematik
Synonyme zu Crataegus rhipidophylla Gand. sind Crataegus rosiformis Janka und Crataegus curvisepala Lindm.
Der Großkelchige Weißdorn und die anderen in Mitteleuropa vorkommenden Weißdorn-Arten ähneln sich so sehr, dass Carl von Linné selbst von der Existenz nur einer Art ausging, die er Crataegus oxyacantha nannte.
Die Formenvielfalt wurde für den deutschsprachigen Raum von Knud Ib Christensen in zwei Unterarten geordnet, der Gewöhnliche Großkelchige Weißdorn (Crataegus rhipidophylla Gand. ssp. rhipidophylla) und Lindmans Weißdorn (Crataegus rhipidophylla ssp. lindmanii (Hrab.-Uhr.) K. I. Chr.). Lindmans Weißdorn ist jedoch nach anderer Ansicht eine eigenständige Art.
Wegen der Unübersichtlichkeit der innerartlichen Zusammenhänge, aufgrund der häufigen Kreuzungen und der gleitenden Übergänge zwischen den Unterarten sowie des Auftretens von polyploiden Exemplaren, die möglicherweise Klonpopulationen ausbilden, plädieren einige Botaniker dafür, die verschiedenen Unterarten als aggregierte Sammelart Crataegus rhipidophylla Gand. s. l. zusammenzufassen.